# Oliva polpasta
Oliva polpasta is een slakkensoort uit de familie van de Olividae. De wetenschappelijke naam van de soort is voor het eerst geldig gepubliceerd in 1833 door Duclos.